# Haritalodes levequei
Haritalodes levequei is een vlinder uit de familie van de grasmotten (Crambidae). De wetenschappelijke naam van deze soort is voor het gepubliceerd in 2005 door Patrice Leraut.
De soort komt voor in Zuid-Afrika.